# Ekit
L'Ekit (o eket) és una llengua que es parla a l'estat d'Akwa Ibom del sud-est de Nigèria. Concretament es parla a les LGAs Uquo Ibeno i Eket.
L'ekit és una llengua de la subfamília lingüística de les llengües del baix Cross, que formen part de les llengües Benué-Congo. Està íntimament relacionada amb la llengua etebi i té varietats dialectals.
Segons l'ethnologue el 1989 hi havia 200.000 parlants d'ekit.
El 94% dels parlants d'ekit són cristians (el 33% evangelistes).